# John Strachey (personnalité politique)
Pour les articles homonymes, voir John Strachey et Strachey.
Evelyn John St Loe Strachey (21 octobre 1901, Guildford - 15 juillet 1963, Marylebone), est un homme politique britannique.

## Biographie
Fils du journaliste et propriétaire de presse John St Loe Strachey (1860-1927) et arrière petit-fils d'Henry Strachey (1er baronnet) (1737-1810), il fait ses études secondaires à Eton puis étudie à Magdalen College (Oxford). Il travaille ensuite au magazine The Spectator, dirigé par son père.
Il rejoint le Parti travailliste en 1923 et est élu à la Chambre des communes en 1929.
Il est le secrétaire privé parlementaire de Oswald Mosley.
Il prend part, aux côtés de Victor Gollancz, à la fondation du Left Book Club (en) en 1936.
En 1940, il rejoint la Royal Air Force comme chef d'escadron, puis il est nommé au Ministère de l'Air comme officier des relations publiques.
Réélu au parlement en 1943, il est nommé sous-secrétaire d'État de l'Air en 1945, puis ministre de l'Alimentation en 1946.
Nommé conseiller privé en 1946, il est secrétaire d'État à la Guerre de 1950 à 1951.

## Publications
- Revolution by Reason (1925)
- Workers' Control in the Russian Mining Industry (1928)
- The Coming Struggle for Power (1932)
- The Menace of Fascism (1933)
- The Nature of Capitalist Crisis (1935)
- The Theory and Practice of Socialism (1936)
- What Are We to Do ? (1938)
- Why You Should be a Socialist (1938)
- A Programme for Progress (1940)
- A Faith to Fight For (1941)
- Post D (1941/1942)
- Arise to Conquer (1944)
- Contemporary Capitalism (1956)
- The End of Empire (1959)
- On the Prevention of War (1962)
- The Strangled Cry (1962)